# Лезгинцев, Игорь Михайлович
Игорь Михайлович Лезгинцев — контр-адмирал, конструктор атомных подводных лодок (генерал-майор).

## Биография
Родился в 1930 году в Ленинграде. Отец — Михаил Васильевич Лезгинцев, российский революционер и советский политический и государственный деятель.
Игорь Лезгинцев после окончания Ленинградского Военно-Морского подготовительного училища с июля 1949 года по ноябрь 1953 г. проходил службу в первом Балтийском Высшем Военно-Морском училище. С ноября по декабрь 1953 года — командир БЧ-1-4 подводной лодки 0171 «М-275» 171-бригады 40-дивизии подводных лодок Тихоокеанского флота.
С декабря 1953 года по декабрь 1955 года — командир БЧ-1-4 малой подводной лодки «М-284» вышеуказанной бригады и дивизии.
С декабря 1955 года — командир БЧ-1 подводной лодки «Б-18» 123-бригады подводных лодок Тихоокеанского флота.
Приказом № 02259 главного командования Военно-Морского Флота от 14-го сентября 1957 года уволен в запас по Курортному райвоенкомату г. Ленинграда.
Игорь Лезгинцев показал свои незаурядные способности в области конструирования подводных атомных лодок. Как отличный специалист-конструктор Игорь Лезгинцев оставил след в Морфлоте.
В послужной карте указана жена Лидия Ивановна (Носова) Лезгинцева (род. 1932).
Второй брак: Алевтина Сергеевна Лезгинцева (род. 1933), официально развелись в 1971 году. Общих детей у них не было.
Скончался в 1980 году.